# Mateo 4:1

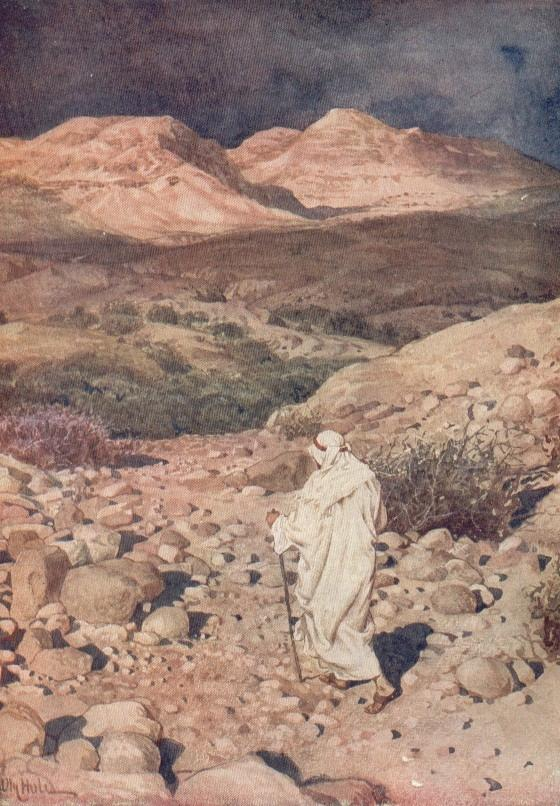
Jesús entrando en el desierto tal y como lo imaginó William Hole, 1908

Mateo 4:1 es el primer versículo de el cuarto capítulo del Evangelio de Mateo en el Nuevo Testamento. Este versículo abre la sección de Mateo que trata de las tentaciones de Cristo por Satanás. Jesús acaba de ser bautizado por Juan el Bautista; en este versículo es conducido al desierto.

## Contenido
En la Biblia del oso de Casiodoro dd Reina, publicada en 1569 dice:
"Entonces IESVS fue lleuado del Eſpiritu àl desierto, para ſer tentando del diablo." 
En la Versión King James de la Biblia (1611), el texto dice:
Entonces Jesús fue llevado por el
Espíritu al desierto
para ser tentado por el diablo.
La Nueva Versión Internacional (1973) traduce el pasaje como:
Entonces Jesús fue llevado por el
Espíritu al desierto para
ser tentado por el diablo.
El texto griego de 1881 Westcott-Hort es:
τοτε [ο] ιησους ανηχθη εις την ερημον υπο του πνευματος
πειρασθηναι υπο του διαβολου
Para una recopilación de otras versiones véase BibleHub Mateo 4:1.